# Кеэром
Кеэром (индон. Keerom) — округ, находящийся на крайнем востоке индонезийской провинции Папуа. Столица носит название Варис.
Кеэром — один из самых малонаселённых и малоисследованных районов Папуа. Губернатором Кеэрома является Цельсиус Ватаэ. Плотность населения в округе составляет примерно 5 человек на км². До того как Кеэром стал отдельным округом, он был частью округа Джаяпура.
Округ состоит из семи районов: Арсо, Арсо-Тимур, Сенгги, Сканто, Тове-Хитам, Варис и Веб. Самым крупным и густонаселённым из районов является Арсо, состоящий из 25 субрайонов. Его столица — одноименной город Арсо (индон. Arso Kota, — букв. город Арсо). Губернатором района Арсо является Чарльз Тафор. В районе же Варис губернатором был выбран Дауд Бандасо.